# Encyclopaedia Beliana

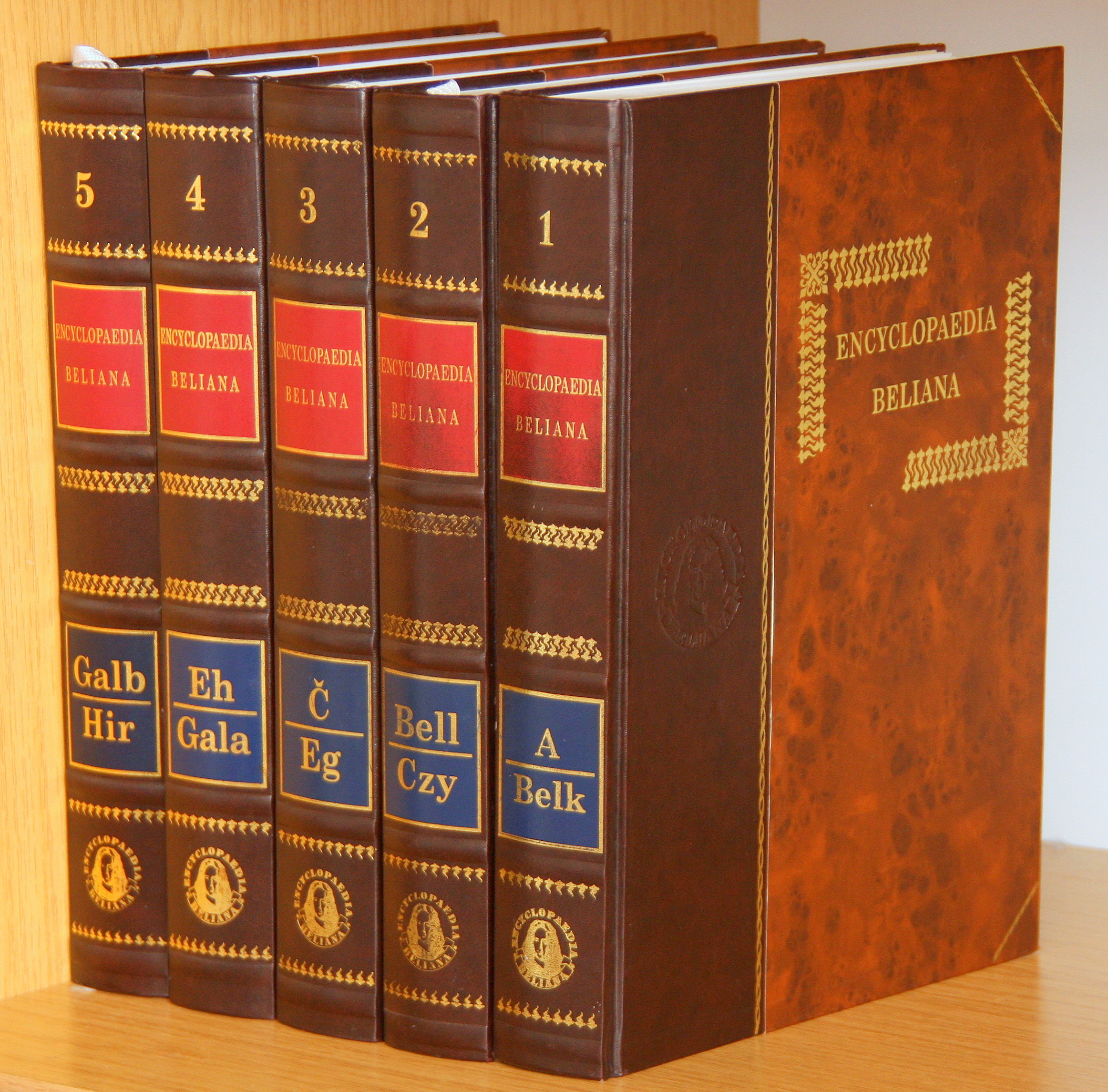
Die ersten fünf Bände der Encyclopaedia Beliana

Die Encyclopaedia Beliana ist eine derzeit erscheinende große mehrbändige slowakische allgemeine Enzyklopädie. Sie ist nach dem Schriftsteller Matthias Bel benannt.
Sie wird von einem Autorenkollektiv des Enzyklopädischen Instituts der Slowakischen Akademie der Wissenschaften unter der Leitung von Anna Prociková und Štefan Luby sowie von zahlreichen externen Autoren und Beratern erstellt. Sie erscheint im Verlag Veda seit 1999 und soll voraussichtlich 150.000 Stichwörter in zwölf Bänden umfassen. Bis jetzt erschienen acht Bände.

## Verzeichnis der bereits erschienenen Bände
| Band           | Erscheinungsjahr | Stichwörter                               | ISBN                   |
| -------------- | ---------------- | ----------------------------------------- | ---------------------- |
| 1. A – Belk    | 1999             | a – Belknap William Worth                 | ISBN 80-224-0554-X     |
| 2. Bell – Czy  | 2001             | Bell Alexander Graham – Czyż Henryk       | ISBN 80-224-0671-6     |
| 3. Č – Eg      | 2003             | Čaadajev Piotr Jakovlevič – egyptský kríž | ISBN 80-224-0761-5     |
| 4. Eh – Gala   | 2005             | Eh – Galaxia                              | ISBN 80-224-0847-6     |
| 5. Galb – Hir  | 2008             | Galba Servius Sulpicius – Hirzutizmus     | ISBN 978-80-224-0982-7 |
| 6. His – Im    | 2010             | His – imunotoxíny                         | ISBN 978-80-970350-0-6 |
| 7. In – Kalg   | 2013             | in – Kalgoorlie-Boulder                   | ISBN 978-80-970350-1-3 |
| 8. Kalh – Kokp | 2016             | Kalhana – kokpit                          | ISBN 978-80-970350-2-0 |